# Памятник А. С. Попову (Пермь)
Памятник Александру Степановичу Попову в Перми установлен на улице Ленина в Ленинском районе города напротив Эспланады недалеко от улицы Попова.

## История
Идея об установке памятника Александру Попову, русскому физику и изобретателю радио, была выдвинута С. И. Кузяевым (бывшим директором пермского филиала «Уралсвязьинформ»), Л. И. Квятковским (президентом Региональной общественной организацией «Союз операторов связи» Пермского края) и Ю. Н. Щебетковым (руководитель управления Роскомнадзора по Пермскому краю) в 2009 г. в год 150-летия А. С. Попова, хотя уже в 2007 г. прорабатывалась возможность выделения места для памятника. Вначале планировалось установить только бюст Попову, но потом склонились к идее поставить всё же большой памятник.
Был объявлен конкурс на эскиз памятника. В финал конкурса вышли два проекта пермских скульпторов: Алексея Залазаева и Алексея Матвеева. Победителем был выбран проект молодого скульптора Алексей Матвеев с соавтором — художником Игорем Дымшаковым. Архитекторами памятника выступили Дмитрий Лапшин и Екатерина Кольцова. Проект был одобрен в январе 2010 г.
Финансирование памятника осуществлялось на пожертвования предприятий связи Перми и Пермского края, а также частные средства. Из-за организационных и финансовых проблем изготовление памятника затягивалось, и даже после отливки в бронзе памятник хранился на складе больше года.
Торжественное открытие памятника состоялось 11 июня 2013 г. в канун Дня города. В мероприятии приняли участие около 300 человек: скульпторы, сотрудники операторов связи Перми, учащиеся Пермского радиотехнического колледжа, представители властей Пермского края и Перми. Приветственное слово сказал губернатор Пермского края Виктор Басаргин.
Памятник изображает молодого Александра Попова с книгами в руке — таким, каким он был в 18-20 лет во время обучения в Пермской духовной семинарии. Для создания этого образа авторы памятника использовали имеющиеся в Краевом музее фотографии Попова, а также им пришлось специально сшить семинаристскую форму тех времён. Попова было предложено увековечить молодым потому, что к этому времени в Санкт-Петербурге и Екатеринбурге уже стояли памятники Попову, изображавшие его в зрелом возрасте.
Скульптурная композиция состоит из трех частей. В центре находится статуя Александра Попова, установленная на постаменте, выполненном из красного гранита. Справа и слева от фигуры Попова находятся приёмник и передатчик, созданные по реальным образцам. Рядом с памятником установлены каменные свитки с краткой информацией об изобретателе и организациях, благодаря которым памятник был создан. Высота памятника составляет около 5 метров, вес — 700—800 кг, а вес постамента — 5-6 т. Надпись на передней части постамента гласит:
Александр Степанович

ПОПОВ

Изобретатель радио

С обратной стороны памятника указано, что он создавался в период 2008—2013 гг., и перечислены имена его авторов.